# Eskers Provincial Park
Der Eskers Provincial Park ist ein seit 1987 bestehendes Schutzgebiet in der kanadischen Provinz British Columbia. Der 40,44 km² große Provinzpark liegt 40 km nordwestlich von Prince George und westlich des Chief und des Nukko Lake. Er grenzt im Südosten unmittelbar an den Ness Lake und dient dem Schutz eines Abschnitts des sogenannten Stuart River Eskers Complex. Dieser Esker-Komplex entstand nach der letzten Kaltzeit im Zuge des Abschmelzens der großen Gletscher der Region. Daher besteht der Untergrund überwiegend aus Sand und Kies, der sich im Schmelzwasserstrom ablagerte. Schneemobile und das Entzünden von Feuer sind strikt verboten.

## Anlage
Bei dem Park handelt es sich um ein Schutzgebiet der Kategorie II (Nationalpark).
Die größten Seen von Süden nach Norden sind der Circle und der östlich davon gelegene Erickson Lake, der Ridgeview und nördlich davon der Camp Lake, schließlich ganz im Norden des Parks der Kathie Lake mit den bedeutend kleineren Redstart, Kinglet, Butterfly und Byers Lake.
Der Süden ist durch die Pine Marsh Road für den Straßenverkehr erschlossen, eine Piste, die von der North Ness Lake Road abzweigt. Im Norden befinden sich ausschließlich Wanderpfade mit einigen Portagen. Dieser straßenfreie Teil beginnt südlich des Ridgeview Lake.

## Geschichte
Der 1987 eingerichtete Park umfasste zunächst eine Fläche von 1603 ha. Im Jahr 2000 wurde der Schutz intensiviert und der Park zugleich auf 3979 ha ausgedehnt. 2010 erfolgte eine weitere Vergrößerung auf nunmehr 4044 ha.

## Fauna und Flora
Der Park bietet sehr gute Lebensbedingungen für Biber, aber auch für Elche, Hirsche, Schwarzbären, Squirrels sowie Raufußhühner und zahlreiche Fischarten.